# Driopteron azofeifai
Driopteron azofeifai är en stekelart som beskrevs av Christer Hansson 2004. Driopteron azofeifai ingår i släktet Driopteron och familjen finglanssteklar.
Artens utbredningsområde är Costa Rica. Inga underarter finns listade i Catalogue of Life.